# الأسئلة الخمسة

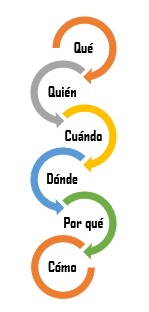

الأسئلة الخمسة هي أسئلة ماذا ومن ومتى وأين ولماذا التي يجيب عنها الخبر الصحفي. وتسمى بالإنجليزية فايف دابل يوز‍5Ws.